# Charles-Louis-Joseph Hanssens
Charles-Louis-Joseph Hanssens, connu sous le nom de Hanssens aîné (Gand, 4 mai 1777 - Bruxelles, 6 mai 1852), est un violoniste, compositeur, chef d'orchestre et directeur de théâtre belge.

## Biographie
Après des études de violon dans sa ville natale, Charles-Louis-Joseph Hanssens se rend à Paris pour étudier l'harmonie avec Berton. De retour à Gand, il dirige le Théâtre de Rhétorique, puis suit la troupe de Mademoiselle Fleury en Hollande.
Rappelé à Gand comme chef d'orchestre, il occupe cette fonction jusqu'en 1825, puis succède à Charles Borremans à la tête de l'orchestre du Théâtre de la Monnaie.
Il figure en 1826, parmi les fondateurs de la Société d'Apollon avec son ami le compositeur Snel.
En 1827, le roi Guillaume Ier des Pays-Bas le choisit pour diriger sa musique et le nomme inspecteur de l'École de musique de Bruxelles l'année suivante.
Après quelques années d'éclipse, il reprend la direction de l'orchestre de la Monnaie en 1835, en est écarté en 1838 et y revient une troisième fois en 1840. De 1840 à 1847, il partage la direction du Théâtre de la Monnaie avec Louis Jansenne, Charles Guillemin et Louis Van Caneghem.
Quittant la scène, il meurt d'apoplexie à l'âge de 75 ans.
Une rue de Bruxelles, tracée dans l'ancien quartier de l'Astre, métamorphosé à la suite de la prolongation de la rue de la Régence (1872), porte son nom. Elle relie la rue Ernest Allard et la rue des Minimes depuis 1888.